# لیک شاونی (ویرجینیای غربی)
لیک شاونی (به انگلیسی: Lake Shawnee) یک منطقهٔ مسکونی در ایالات متحده آمریکا است که در شهرستان مرسر، ویرجینیای غربی واقع شده‌است. لیک شاونی ۶۳۳٫۰۸ متر بالاتر از سطح دریا واقع شده‌است.